# Halové mistrovství světa v atletice 2018

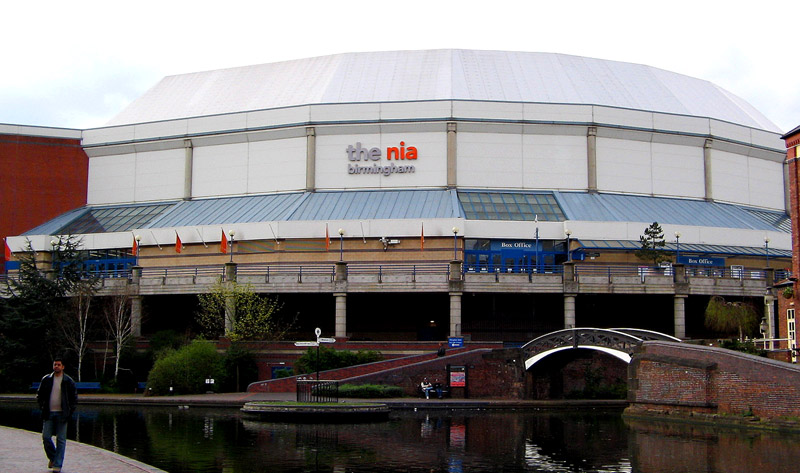
Hala The NIA v Birmighamu

17. halové mistrovství světa v atletice se konalo v anglickém Birminghamu od 1. března do 4. března 2018 v hale National Indoor Arena (The NIA). O konání šampionátu v tomto městě rozhodla Rada IAAF v listopadu 2013. Startovalo zde celkem 632 atletů a atletek ze 144 zemí. V Birminghamu se naposledy velká mezinárodní akce konala v roce 2007, kdy zde proběhl halový evropský šampionát.
V průběhu šampionátu padl jeden světový rekord, který časem 3:01,77 vytvořila štafeta Polska na 4 × 400 metrů. Šestkrát byl překonán rekord mistrovství. Průběh šampionátu ovlivnilo hodně chladné počasí. Atleti si tak stěžovali na zimu v hotelu i na stadionu. Sněhová kalamita měla vliv na návštěvnost, která byla nižší, než se očekávalo.

## Česká účast
Schválená nominace předsednictva Českého atletického svazu
Muži
60 m – Zdeněk Stromšík, Dominik Záleský

400 m – Pavel Maslák, Patrik Šorm

1500 m – Jakub Holuša

60 m př. – Petr Svoboda

koule – Tomáš Staněk

dálka – Radek Juška

sedmiboj – Jan Doležal

4 × 400 m – Michal Desenský, Pavel Maslák, Vít Müller, Filip Šnejdr, Patrik Šorm, Jan Tesař
Ženy
60 m – Klára Seidlová

400 m – Lada Vondrová

1500 m – Simona Vrzalová

pětiboj – Kateřina Cachová, Eliška Klučinová

4 × 400 m – Martina Hofmanová, Tereza Petržilková, Marcela Pírková, Zdeňka Seidlová, Lada Vondrová)
Dodatečnou nominaci od IAAF získala výškařka Michaela Hrubá. 
Reprezentanti České republiky zde vybojovali dvě medaile - Pavel Maslák se po diskvalifikaci dvou soupeřů stal halovým mistrem světa v běhu na 400 metrů, Tomáš Staněk vybojoval bronzovou medaili v vrhu koulí.

## Medailisté

### Muži
| Soutěž            | Zlato                                                                   | Stříbro                                                         | Bronz                                                             |
| ----------------- | ----------------------------------------------------------------------- | --------------------------------------------------------------- | ----------------------------------------------------------------- |
| 60 m              | Christian Coleman 6.37 RHMS                                             | Su Bingtian 6.42                                                | Ronnie Baker 6.44                                                 |
| 400 m             | Pavel Maslák 45.47                                                      | Michael Cherry 45.84                                            | Deon Lendore 46.37                                                |
| 800 m             | Adam Kszczot 1:47.47                                                    | Drew Windle 1:47.99                                             | Saúl Ordóñez 1:48.01                                              |
| 1500 m            | Samuel Tefera 3:58.19                                                   | Marcin Lewandowski 3:58.39                                      | Abdelaati Iguider 3:58.43                                         |
| 3000 m            | Yomif Kejelcha 8:14.41                                                  | Selemon Barega 8:15.59                                          | Bethwell Birgen 8:15.70                                           |
| 60 m př.          | Andrew Pozzi 7.46                                                       | Jarret Eaton 7.47                                               | Aurel Manga 7.54                                                  |
| Štafeta 4 × 400 m | Karol Zalewski Rafał Omelko Łukasz Krawczuk Jakub Krzewina 3:01.77 RHMS | Fred Kerley Michael Carry Aldrich Bailey Vernon Norwood 3:01.97 | Dylan Borlée Jonathan Borlée Jonathan Sacoor Kévin Borlée 3:02.51 |
| Skok do výšky     | Danil Lysenko 2.36 m                                                    | Mutaz Essa Baršim 2.33 m                                        | Mateusz Przybylko 2.29 m                                          |
| Skok o tyči       | Renaud Lavillenie 5.90 m                                                | Sam Kendricks 5.85 m                                            | Piotr Lisek 5.85 m                                                |
| Skok daleký       | Juan Miguel Echevarría 8.46 m                                           | Luvo Manyonga 8.44 m                                            | Marquis Dendy 8.42 m                                              |
| Trojskok          | Will Claye 17.43 m                                                      | Almir dos Santos 17.41 m                                        | Nelson Évora 17.40 m                                              |
| Vrh koulí         | Tomas Walsh 22.31 m RHMS                                                | David Storl 21.44 m                                             | Tomáš Staněk 21.44 m                                              |
| Sedmiboj          | Kévin Mayer 6348 bodů                                                   | Damian Warner 6343 bodů                                         | Maicel Uibo 6265 bodů                                             |

### Ženy
| Soutěž            | Zlato                                                                                               | Stříbro | Bronz                                                                     |
| ----------------- | --------------------------------------------------------------------------------------------------- | --- | ------------------------------------------------------------------------- |
| 60 m              | Murielle Ahouréová 6.97                                                                             | Marie-Josée Ta Louová 7.05                                                                                  | Mujinga Kambundjiová 7.05                                                 |
| 400 m             | Courtney Okolová 50.55                                                                              | Shakima Wimbleyová 51.47                                                                                    | Eilidh Doyleová 51.60                                                     |
| 800 m             | Francine Niyonsabaová 1:58.31                                                                       | Ajeé Wilsonová 1:58.99                                                                                      | Shelayna Oskan-Clarke 1:59.81                                             |
| 1500 m            | Genzebe Dibabaová 4:05.27                                                                           | Laura Muirová 4:06.23                                                                                       | Sifan Hassanová 4:07.26                                                   |
| 3000 m            | Genzebe Dibabaová 8:45.05                                                                           | Sifan Hassanová 8:45.68                                                                                     | Laura Muirová 8:45.78                                                     |
| 60 m př.          | Kendra Harrisonová 7.70 RHMS                                                                        | Christina Manningová 7.79                                                                                   | Nadine Visserová 7.84                                                     |
| Štafeta 4 × 400 m | Quanera Hayesová Georganne Molineová Shakima Wimbleyová Courtney Okolová Raevyn Rogersová * 3:23.85 | Justyna Świętyová-Erseticová Patrycja Wyciszkiewiczová Aleksandra Gaworska Małgorzata Hołub-Kowalik 3:26.09 | Meghan Beesleyová Hannah Williamsová Amy Allcocková Zoey Clarková 3:29.38 |
| Skok do výšky     | Marija Lasickeneová 2.01 m                                                                          | Vashti Cunninghamová 1.93 m                                                                                 | Alessia Trostová 1.93 m                                                   |
| Skok o tyči       | Sandi Morrisová 4.95 m RHMS                                                                         | Anželika Sidorovová 4.90 m                                                                                  | Katerina Stefanidiová 4.80 m                                              |
| Skok daleký       | Ivana Španovićová 6.96                                                                              | Brittney Reeseová 6.89 m                                                                                    | Sosthene Moguenaraová-Taroumová 6.85 m                                    |
| Trojskok          | Yulimar Rojasová 14.63 m                                                                            | Kimberly Williamsová 14.48 m                                                                                | Ana Peleteirová 14.40 m                                                   |
| Vrh koulí         | Anita Mártonová 19.62 m                                                                             | Danniel Thomasová-Doddová 19.22 m                                                                           | Kung Li-ťiao 19.08 m                                                      |
| Pětiboj           | Katarina Johnsonová-Thompsonová 4750 bodů                                                           | Ivona Dadicová 4700 bodů                                                                                    | Yorgelis Rodríguezová 4637 bodů                                           |

## Medailové pořadí
| Umístění | Stát                   | Zlato | Stříbro | Bronz | Celkem |
| -------- | ---------------------- | ----- | ------- | ----- | ------ |
| 1        | Spojené státy americké | 6     | 10      | 2     | 18     |
| 2        | Etiopie                | 4     | 1       | 0     | 5      |
| 3        | Polsko                 | 2     | 2       | 1     | 5      |
| 4        | Spojené království     | 2     | 1       | 4     | 7      |
| 5        | Francie                | 2     | 0       | 1     | 3      |
| 6        | Pobřeží slonoviny      | 1     | 1       | 0     | 2      |
| 7        | Kuba                   | 1     | 0       | 1     | 2      |
| 7        | Česko                  | 1     | 0       | 1     | 2      |
| 9        | Burundi                | 1     | 0       | 0     | 1      |
| 9        | Maďarsko               | 1     | 0       | 0     | 1      |
| 9        | Nový Zéland            | 1     | 0       | 0     | 1      |
| 9        | Srbsko                 | 1     | 0       | 0     | 1      |
| 9        | Venezuela              | 1     | 0       | 0     | 1      |
| 14       | Jamajka                | 0     | 2       | 0     | 2      |
| 15       | Německo                | 0     | 1       | 2     | 3      |
| 15       | Nizozemsko             | 0     | 1       | 2     | 3      |
| 17       | Čína                   | 0     | 1       | 1     | 2      |
| 18       | Rakousko               | 0     | 1       | 0     | 1      |
| 18       | Brazílie               | 0     | 1       | 0     | 1      |
| 18       | Kanada                 | 0     | 1       | 0     | 1      |
| 18       | Katar                  | 0     | 1       | 0     | 1      |
| 18       | Jihoafrická republika  | 0     | 1       | 0     | 1      |
| 23       | Španělsko              | 0     | 0       | 2     | 2      |
| 24       | Belgie                 | 0     | 0       | 1     | 1      |
| 24       | Estonsko               | 0     | 0       | 1     | 1      |
| 24       | Řecko                  | 0     | 0       | 1     | 1      |
| 24       | Itálie                 | 0     | 0       | 1     | 1      |
| 24       | Keňa                   | 0     | 0       | 1     | 1      |
| 24       | Maroko                 | 0     | 0       | 1     | 1      |
| 24       | Portugalsko            | 0     | 0       | 1     | 1      |
| 24       | Švýcarsko              | 0     | 0       | 1     | 1      |
| 24       | Trinidad a Tobago      | 0     | 0       | 1     | 1      |
| Celkem   | Celkem                 | 24    | 25      | 26    | 75     |

Poznámka
IAAF nezahrnuje v oficiálním přehledu medailí tři medaile (2 zlaté, 1 stříbrné) vyhrazené sportovcům, kteří soutěžili jako autorizovaní neutrální sportovci.